# Baru (album)
Baru (Maleis voor nieuw leven) is het vierde - en tot op heden laatste - studio-album van de Nederlands-Molukse band Massada. Het album verscheen in november 1981 en liet een meer funky geluid horen dan de vertrouwde latin rock. Zangeressen Lisa Boray, Mildred Douglas en Sandra Reemer, en zanger Omar Dupree verleenden gastbijdragen. Op de voorzijde van de hoes staat de buik van een zwangere vrouw afgebeeld.
De reden dat Massada besloot om een nieuwe koers te varen was vanwege bezettingswijzigingen in het voorafgaande anderhalf jaar. Deze stijlbreuk riep gemengde reacties op, ook binnen de band. Percussionist Zeth Mustamu, de latere predikant van de Molukse Evangelische Kerk, en gitarist Nino Latuny besloten uiteindelijk te vertrekken; uiteindelijk gingen zij weer samen spelen in de band Bersama.
Massada treedt nog steeds op; Slow Down, Dance of Delight en het instrumentale titelnummer zijn een vast onderdeel van het live-repertoire. De ballad It's So Wonderful werd onder meer gespeeld tijdens het formele afscheid van percussionist Nippy Noya in 2016.

## Tracklijst

### Kant A
1. Slow Down
2. Nueva
3. It's So Wonderful
4. Tomorrow Has It's Own Sorrow

### Kant B
1. Dance of Delight
2. In Your Eyes
3. Trust in Me
4. Together We Can Make It